# Rövidzárlat (film)

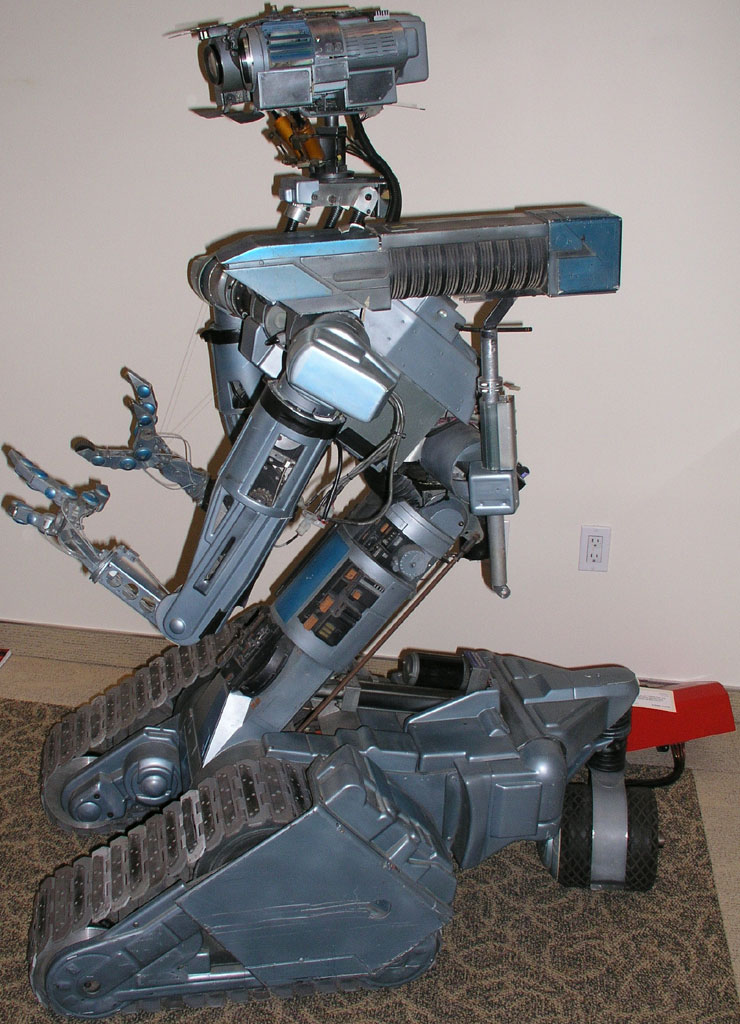
Johnny 5

A Rövidzárlat (eredeti cím: Short Circuit) 1986–os amerikai filmvígjáték. A film főszereplője egy „életre kelt” robot, Johnny 5.

## Cselekmény
A hadsereg megrendelésére a Nova Robotics cég harci robotokat fejleszt. A Nova Laboratórium robotikai szakértői, Newton Crosby és Ben Jabituya több S.A.I.N.T.-nek nevezett (Strategic Artificially Intelligent Nuclear Transport) robot prototípusát fejlesztik ki az amerikai hadsereg számára, hogy a hidegháborús műveletekben használják, bár Crosby és Ben inkább a robotok békés célú alkalmazását keresik.
Egy katonai bemutatót követően az egyik egységet, az 5-ös számú S.A.I.N.T.-et rövidzárlat éri a laboratórium elektromos hálózatából. Ez megzavarja a programozását, és érzékennyé teszi, a robot mintegy „öntudatra ébred”. Ezután megszökik a NOVA létesítményéből.
A robot az Oregon állambeli Astoriában találja magát, és Stephanie Speck, egy állatgondozó talál rá, aki összetéveszti őt egy földönkívülivel. A nő befogadja a robotot az otthonába, ahol vizuális és verbális ingerek formájában „inputokat” ad neki, így a robot fejleszti a nyelvi képességeit, és végül „5-ös számúnak” nevezi magát, mivel ő az ötödik legyártott prototípus.
Stephanie továbbra is segít a kíváncsi robotnak megismerni a világot. Végül rájön, hogy az 5-ös számú robotot a NOVA építette, és felveszi velük a kapcsolatot az elveszett robot ügyében. A Nova vezérigazgatója, Dr. Howard Marner utasítja Crosbyt és Bent, hogy keressék meg a robotot, hogy szétszedhessék és újraépíthessék.
Miközben a NOVA megérkezésére várakozik, az 5-ös szám megismeri a halál fogalmát, amikor véletlenül „összetör” egy szöcskét, és arra a következtetésre jut, hogy ha a NOVA szétszereli őt, akkor ő is meg fog halni, ezért Stephanie teherautóján megszökik. A NOVA azonban egy nyomkövetővel sarokba szorítja, és deaktiválja a robotot, hogy visszatérhessen a létesítménybe. A szállítás során a robot képes újra aktiválni magát és eltávolítani a nyomkövető eszközt, és visszaszökik Stephanie-hoz.
E szokatlan cselekedetek miatt Crosby megpróbálja meggyőzni Howardot, hogy valami megváltozott az 5-ös szám programozásában, és hogy vigyázniuk kell, hogy a visszaszerzési erőfeszítéseik során ne tegyenek kárt benne, hogy később megvizsgálhassa. Howard ehelyett a biztonsági főnöküket, Skroeder kapitányt és három másik S.A.I.N.T. prototípust küld az 5-ös szám erőszakos visszaszerzésére, figyelmen kívül hagyva Crosby aggályait. Az 5-ös számúnak sikerül túljárnia a többi robot eszén, átprogramozza őket, hogy úgy viselkedjenek, mint a Három Stooges, és megszökik. Az 5-ös számú „elfogja” Crosbyt, visszaviszi Stephanie-hoz, és képes meggyőzni Crosbyt az érzőképességéről.
Rájönnek, hogy Skroeder az Egyesült Államok hadseregét hívta, hogy elfogja az 5-ös számút, és az ő parancsára tüzet nyitnak. Hogy megvédje barátait, az 5-ös számú elvezeti onnan a hadsereget, de úgy tűnik, hogy egy helikopter rakétája elpusztítja. Stephanie le van sújtva, amikor Skroeder emberei trófeaként felkutatják az 5-ös számú maradványait, ami arra készteti Crosbyt, hogy felmondjon a NOVA-nál, és Stephanie-val együtt elhajt a NOVA furgonjában. Howard megdöbben a kutatása elvesztése miatt, és fegyelemsértés miatt elbocsátja Skroedert.
Crosby és Stephanie meglepődve fedezik fel, hogy az 5-ös számú a furgon alá rejtőzött, miután alkatrészekből összeállított egy csalit, hogy összezavarja a háborúskodókat. Crosby elhatározza, hogy elviszi az 5-ös számút az apja félreeső montanai farmjára, ahol sok „input” lesz a robot számára, és Stephanie beleegyezik, hogy velük tartson. Miközben elhajtanak, az 5-ös számú kijelenti, hogy a neve mostantól „Johnny 5” legyen, a furgon rádiójában lejátszott El DeBarge Who's Johnny című dal alapján.

## Folytatások
A film második része a Rövidzárlat 2 1988–ban készült el. 2008 áprilisában bejelentették, hogy a filmet újraforgatják.

## Fordítás
- Ez a szócikk részben vagy egészben  a   Short Circuit (1986 film) című angol Wikipédia-szócikk fordításán alapul.  Az eredeti cikk szerkesztőit annak laptörténete sorolja fel. Ez a jelzés csupán a megfogalmazás eredetét és a szerzői jogokat jelzi, nem szolgál a cikkben szereplő információk forrásmegjelöléseként.